# Balená pitná voda

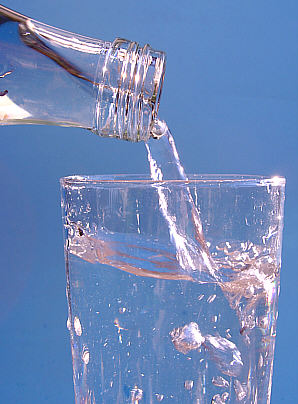
Balená pitná voda

Balená pitná voda je pitná voda, která byla stočena a zabalena do určitého obalu, kterým je nejčastěji plastová lahev (méně často pak skleněná). Může jít o minerální, nebo o obyčejnou pitnou vodu, dále může být i sycená oxidem uhličitým. Výroba, skladování a jakost pitné balené vody v České republice musí splňovat vyhlášku č. 275/2004 Sb.
Balená pitná voda je mnohonásobně neekologičtější než kohoutková pitná voda.